# Runna
Runna (Руна) — второй автомобиль компании Iran Khodro (IKCO) и третий пассажирский автомобиль спроектированный в Иране. Кодовое имя проекта X12. Машина основана на Peugeot 206. Руна меньше своего предшественника — IKCO Samand (X7) — первого иранского автомобиля, основанного на Peugeot 405. Название означает «бегун» в переводе с английского, транскрибированное написание слова runner. Также слово Runna имеет и второе значение: в переводе с фарси слово runneh (Руна)– означает «дрифт», транслитерированное на латинские буквы иранское слово.
Руна предлагается по меньшей мере двумя вариантами двигателей. Это 4-цилиндровые агрегаты: бензиновый — мощностью 105 л.с и объёмом 1.6 литра, и газовый — объёмом 1.7 литра. Оба двигателя соответствуют экологическим стандартам Евро IV и Евро V, и стандартам безопасности «Столкновение с пешеходом» («Pedestrian Impact»).
В оснащение автомобиля входят подушки безопасности, антиблокировочная система тормозов, усилитель руля и электропакет окон.
Первые машины поступили на внутренний рынок Ирана в марте 2010 года. Экспорт в Турцию и в соседние страны начался немногим позднее. IKCO планирует выпускать 150,000 автомобилей Руна в год при выходе на полную производственную мощность.